# Igreja Metodista Episcopal Africana
A Igreja Metodista Episcopal Africana, em inglês African Methodist Episcopal Church, geralmente chamada de Igreja AME, é uma denominação protestante metodista predominantemente afro-americana. Foi a primeira denominação protestante independente fundada por negros, em 1816. A AME atualmente tem 20 distritos, com membresia global em cerca de 2,5 milhões e continua sendo uma das maiores denominações metodistas do mundo.

## Identidade e estrutura
O nome da denominação é explicado como:
- Metodista implica as da AME, como parte da família das igrejas metodistas.
- Episcopal se refere à forma de governo sob a qual a Igreja AME opera, o episcopalismo. O chefe executivo e os oficiais administrativos da denominação são os Bispos da igreja.
- Africana significa que a igreja foi organizada por descendentes de africanos; contudo, isso não significa que a igreja foi fundada na África ou que seja apenas para afrodescendentes.

A AME adota um lema, incluído no selo episcopal, desde 1856. O lema atual é "Deus Nosso Pai, Cristo Nosso Redentor, o Espírito Santo Nosso Consolador, Humanidade Nossa Família ("God Our Father, Christ Our Redeemer, the Holy Spirit Our Comforter, Humankind Our Family"), oficializado na Conferência Geral de 2008.
A denominação reconhece-se como metodista em doutrina e liturgia. Sua fundação se deu por questões raciais em vez de teológicas. Assim, subscreve o Credo dos Apóstolos e possui 25 Artigos de Fé.
Os bispos da Igreja Metodista Episcopal Africana são eleitos de forma vitalícia, por maioria de votos da Conferência Geral, que se reúne quadrienalmente. Os bispos se aposentam na Conferência Geral próxima ao seu 75º aniversário. Sua estrutura é formada por:
- a Conferência Geral, órgão máximo. É composta pelos Bispos, na qualidade de presidentes ex officio, e igual número de delegados ministeriais e leigos, eleitos por cada uma das Conferências Anuais e pelos Colégios Leigos Eleitorais das Conferências Anuais;he
- o Conselho de Bispos é o órgão executivo da denominação, supervisionando a Igreja durante o período das Conferências Gerais. Reúne-se anualmente;
- o Conselho dos Incorporadores, também conhecido como Junta Geral de Curadores, supervisiona todas as propriedades da Igreja;
- o Conselho Geral é o corpo administrativo e é formado por várias comissões departamentais;
- o Conselho Judicial é o órgão judiciário máximo da AME, funciona como um tribunal de apelação, eleito pela Conferência Geral, e é responsável por ela.

O órgão oficial da AME é o "The Christian Recorder", estabelecido em 1852, o periódico mais antigo publicado por afro-americanos ainda em existência.

## História

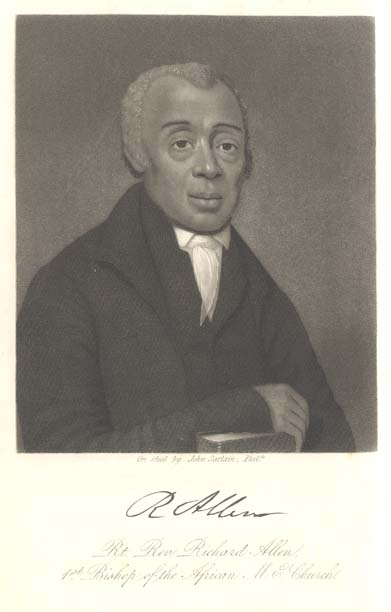
Richard Allen, fundador e primeiro bispo (1816-1831)

A Igreja Episcopal Metodista Africana nasceu a partir da Free African Society (FAS, Sociedade Africana Livre) em Filadélfia, fundada em 1787 como uma sociedade de ajuda mútua com uma forte identidade religiosa. Um dos fundadores da FAS, Richard Allen, era um ex-escravo de Delaware que desde 1783 atuava como pregador metodista. Allen foi convocado pela St. George Church da Filadélfia para pregar aos negros locais. O crescimento incomodou os oficiais da St. George Church, que abordavam os membros negros enquanto oravam e os obrigou a iniciar congregações separadas. Enquanto a maioria dos membros negros desejou afiliar-se à Igreja Episcopal Protestante, Allen liderou um grupo que decidiu permanecer metodista. Em 1794, a AME Bethel foi dedicada, a primeira igreja negra independente da América, tendo Allen como pastor. Para estabelecer a independência da nova igreja da interferência do metodistas brancos, Allen conseguiu nos tribunais da Pensilvânia o direito de sua congregação existir como uma instituição independente. Como os metodistas negros em outras comunidades do meio-atlântico lutavam contra o racismo e desejavam autonomia religiosa, Allen os convocou para se reunirem na Filadélfia para formar uma nova denominação wesleyana.
A Igreja AME foi formada em 1816 e Richard Allen se tornou o primeiro bispo negro dos Estados Unidos. A igreja se espalhou rapidamente pelo Norte e Centro-Oeste. O bispo Allen acreditava que ao enfatizar a doutrina e disciplina metodistas e um vigoroso testemunho social, os membros do AME se tornaram melhores herdeiros do wesleyanismo do que seus homólogos brancos. Ele codificou a religião popular negra e os padrões musicais em um hinário para a denominação em 1818. Allen denunciou a escravidão, se opôs à remoção de negros livres dos Estados Unidos para a Libéria e presidiu a sessão nacional do movimento da convenção negra.

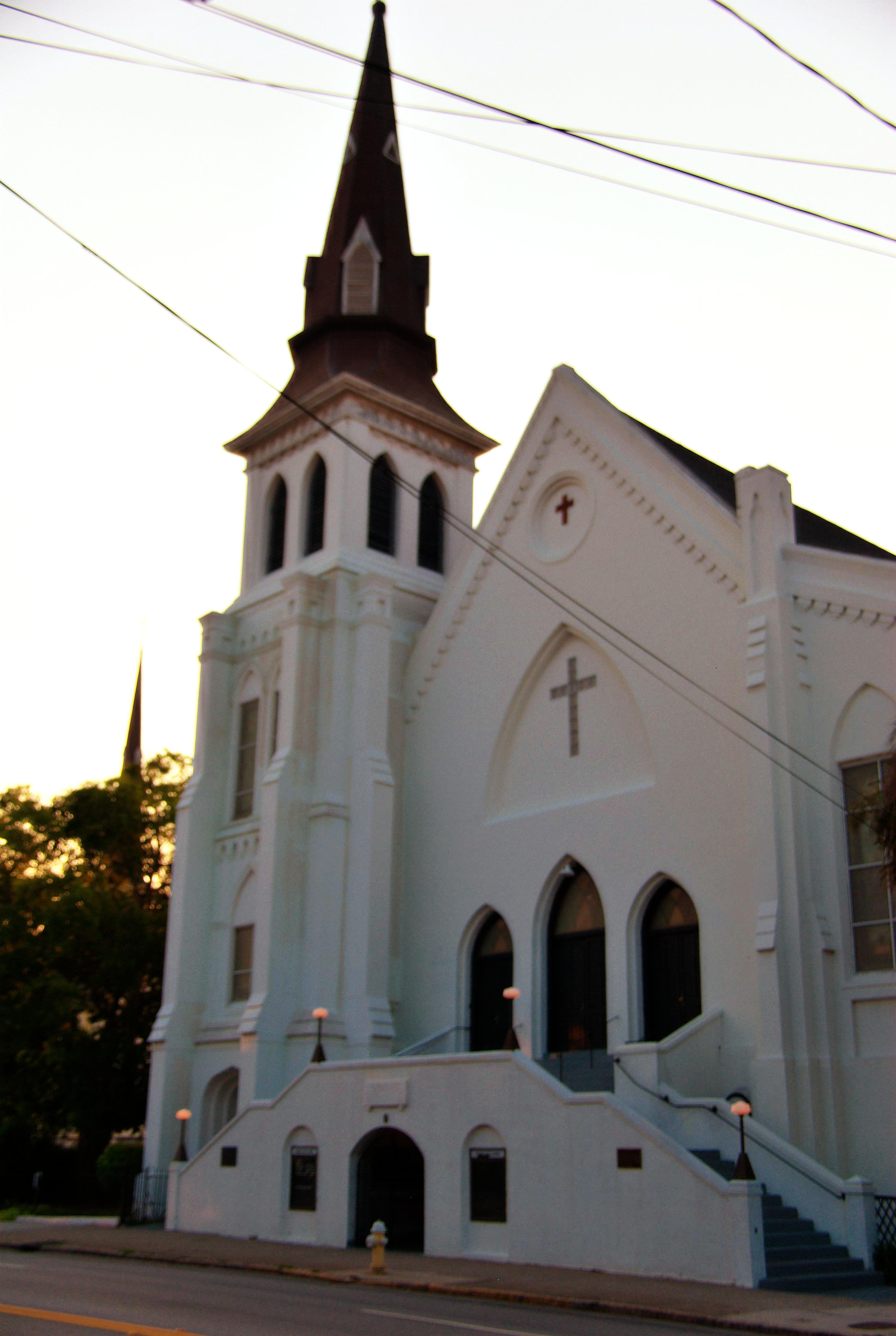
Emanuel AME Church, em Charleston, a mais antiga da denominação no Sul dos Estados Unidos

A Igreja AME não ignorou o status de escravizado e vulnerável de seus muitos paroquianos. Várias congregações serviram como escolas, como estações para a Underground Railroad e como fóruns para condenar a escravidão negra e a violência contra aqueles que eram supostamente livres. Em seus esforços, fundaram a Igreja Episcopal Metodista Britânica em 1856 em solo livre do Canadá, compraram a Wilberforce University em 1863 e participaram ativamente na Guerra Civil Americana: o clero alistado como capelães e os membros como soldados do Exército da União. A evangelização dos ex-escravos no Sul, após a Guerra Civil, resultou em crescimento sem precedentes. Em 1870-1871, o ministro da AME Hiram R. Revels foi o primeiro afro-americano a servir no Senado dos Estados Unidos, representando o Mississipi, durante o período conhecido como Reconstrução dos Estados Unidos. Em 1880, a Igreja AME possuía 400 mil membros e várias escolas e faculdades. Depois, começa a expansão da AME para a África Ocidental (1891) e a África do Sul (1896). Em um antigo prédio da AME em Los Angeles, tem início em 1906 o Reavivamento da Rua Azusa.
Com o movimento maciço de afro-americanos das zonas rurais para as principais áreas urbanas e industriais, as congregações da AME se concentraram em articular um evangelho social relevante para os desafios enfrentados pelos migrantes negros. Com isso, passou ao ativismo pelos direitos civis e ações judiciais contra a segregação escolar que culminou na Decisão Brown de 1954.

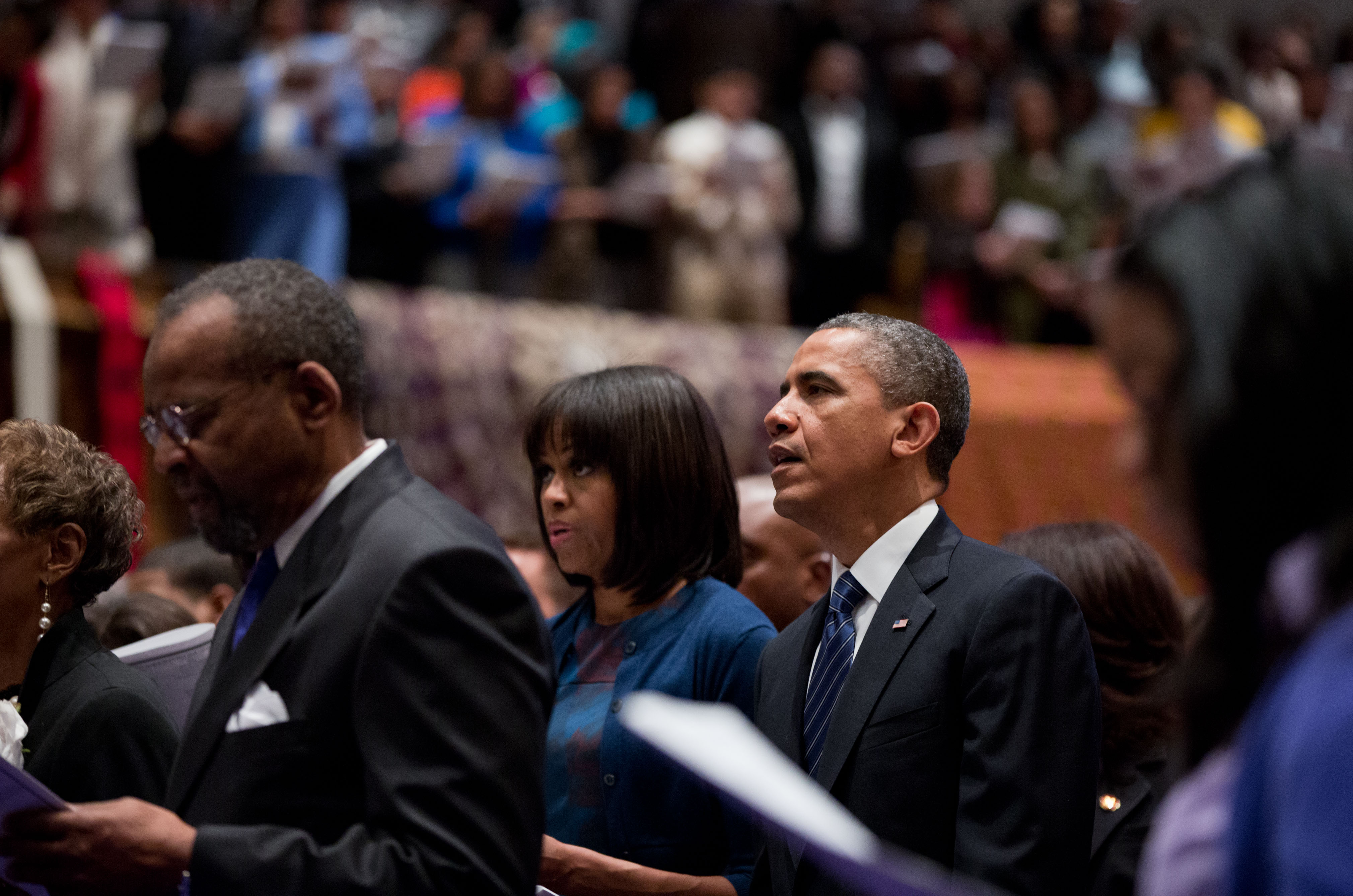
O presidente Barack Obama e a primeira-dama Michelle Obama participam de um culto religioso na Metropolitan AME Church em Washington, D.C., em 2013.

Atualmente, a igreja tem vinte distritos episcopais em 39 países em cinco continentes. Opera programas de ministério global, publicação, educação cristã e informação pública. Várias escolas, faculdades e seminários operam nos Estados Unidos, no Caribe e na África. É a 12ª maior denominação dos Estados Unidos.

## Questões atuais
A AME é favorável à ordenação de mulheres. Sua primeira bispa foi eleita em 2000, sendo a primeira bispa em uma das três denominações metodistas predominantemente negras (a AME Church, a AME Zion Church e a Christian Methodist Episcopal Church). Dos atuais 21 bispos, dois são mulheres, além de uma aposentada ainda viva.
A Igreja AME é ativa em questões de justiça social e investiu tempo na reforma do sistema de justiça criminal.
A Doutrina e Disciplina da AME proíbe que seu clero realize ou participe de cerimônias de casamento entre pessoas do mesmo sexo. No entanto, alguns membros e clérigos têm tentado que a Igreja reconheça seus membros LGBTQ e conceda o direito ao clero de realizar casamentos ou uniões civis de pessoas do mesmo sexo, já que cerca de 61% dos membros acreditam que a homossexualidade deve ser aceita, e 41% acreditam no casamento de pessoas do mesmo sexo. Uma proposta para permitir que os casamentos do mesmo sexo na igreja sejam considerados deveria ser tratada na Conferência Geral em 2020.
A luta pelos direitos civis na AME continua no século XXI. Em 2015, a Igreja AME Emanuel em Charleston, Carolina do Sul, uma das mais antigas da denominação, sofreu um ataque que resultou na morte de 9 pessoas.
Em 2016, na 50ª Conferência Geral da Igreja em Filadélfia, Hillary Clinton foi convidada a falar aos delegados e clérigos. Na mesma conferência, foi aprovada uma resolução de apoio ao Acordo Climático de Paris de 2015. A Igreja AME também lançou com um guia de recursos para clérigos e congregações implementarem medidas de sustentabilidade em suas casas, igrejas e comunidades.

## Brasil
A Igreja Metodista Episcopal Africana está oficialmente estabelecida no Brasil desde 2016. Os ex-pastores da Igreja Metodista do Brasil Paulo e Mirian Mudesto iniciaram a Comunidade Cristã Metodista (CCM) em Realengo, em 2013. Em dezembro de 2014, representantes da Igreja AME procuraram pastores de formação metodista e foco no evangelho social para que fosse implantada a primeira igreja no Brasil. Entraram em contato com os pastores Mudesto, que aceitaram a indicação e participaram da Conferência Anual na República Dominicana em fevereiro de 2015 onde firmaram aliança. Em julho do mesmo ano, na Conferência Local da CCM no Rio de Janeiro, com a presença do Bispo do 16º Distrito, é aprovado o início de processo de adesão à Igreja Metodista Episcopal Africana. A decisão foi homologada na Conferência Anual em fevereiro de 2016, quando nasce a Igreja Metodista Episcopal Africana Comunidade Cristã Metodista, parte do 16º Distrito da AME, da Bispa Anne Elizabeth Byfield.
A Igreja Metodista Episcopal Africana no Brasil está presente no Rio de Janeiro, Queluz (São Paulo), Juazeiro (Bahia). Paulo e Mirian Modesto são os presbíteros presidentes da Conferência Distrital do Brasil.

## Ecumenismo
A Igreja Metodista Episcopal Africana é membro do Conselho Mundial de Igrejas desde 1948, bem como do World Methodist Council. Também faz parte de conselhos nacionais como o National Council of Churches of Christ in the USA, o Guyana Council of Churches e o Christian Council of Trinidad & Tobago.
Em 2012, após muitos anos de discussões, cinco denominações predominantemente negras, a Igreja Metodista Episcopal Africana, a African Methodist Episcopal Zion Church (Igreja Metodista Episcopal Africana de Sião), a African Union Methodist Protestant Church (Igreja Protestante Metodista da União Africana), a Christian Methodist Episcopal Church (Igreja Metodista Episcopal Cristã) e a Union American Methodist Episcopal Church (Igreja Metodista Episcopal da União Americana), mais a Igreja Metodista Unida, predominantemente branca, adotaram um acordo de plena comunhão, permitindo que as igrejas se reconhecem mutuamente, compartilhem sacramentos e afirmem os clero e ministérios.